# Santiago Castroviejo Bolibar
Santiago Castroviejo Bolíbar, né le 27 août 1946 à Tirán (es) (Moaña) et mort à Madrid le 30 septembre 2009 , est un botaniste espagnol.

## Biographie
Il a mené l'essentiel de sa carrière au Consejo Superior de Investigaciones Científicas et plus particulièrement au Real Jardín Botánico de Madrid.
Il était l'éditeur ou le coéditeur des 15 premiers volumes de la Flora Iberica.
L’Association des herbiers ibéro-macaronésiens (AHIM) lui a dédié son prix AHIM de la recherche botanique.

## Famille
Il était né dans une famille galicienne et était le fils du poète et journaliste franquiste espagnol José María Castroviejo y Blanco-Cicerón (es), l'arrière-petit-fils de l'archéologue espagnol Ricardo Blanco-Cicerón (es), le frère du biologiste espagnol Javier Castroviejo y Bolíbar (es), le frère de l'ambassadeur espagnol José María Castroviejo y Bolíbar (es), et le père du biologiste et zoologiste Santiago Castroviejo-Fisher.